# Flea
Michael Peter Balzary (Melbourne, Victoria, 16 de octubre de 1962), conocido como Flea, es un músico, bajista y actor australiano-estadounidense. Es uno de los fundadores de la banda de funk rock Red Hot Chili Peppers.
Sus trabajos con el grupo incluyen multitud de estilos, desde un slap agresivo hasta técnicas más melódicas. Además de sus trabajos con Red Hot Chili Peppers, ha colaborado con multitud de artistas, como Metallica, Nirvana, Jane's Addiction, Rage Against the Machine, The Mars Volta, Mick Jagger, Alanis Morissette y Slash, y participado en la serie de conciertos Axis of Justice junto a Serj Tankian y Tom Morello, entre muchos otros. Debido a sus influencias en el funk y el punk rock, Flea se centra en técnicas simplistas y minimalistas, aunadas con toques de complejidad que deben ser usados con moderación.
En sus comienzos fue considerado un prodigio de la trompeta, pero en el instituto aprendió a tocar el bajo de la mano de un amigo y futuro miembro fundador de Red Hot Chili Peppers, Hillel Slovak, quien necesitaba un bajista para su grupo Anthym (posteriormente conocido como What Is This?). Flea se unió al grupo, pero lo dejó unos meses más tarde para poder tocar con el grupo punk rock Fear. Más adelante volvió a unirse al grupo de Slovak, aliados esta vez con Anthony Kiedis y Jack Irons; de esta unión nacieron los Red Hot Chili Peppers.
Flea ha participado a su vez en filmes de diversos géneros, como las películas Suburbia (1983), Back to the Future Part II (1989), Back to the Future Part III (1990), Mi Idaho privado (1991, junto a su amigo River Phoenix) y El gran Lebowski (1998), así como también la serie de Disney+ Obi-Wan Kenobi (2022). Fue clasificado por la revista Rolling Stone en el puesto  número 2 de Los 10 mejores bajistas de la historia. También es miembro del supergrupo Atoms for Peace.

## Biografía

### Juventud
Michael Peter Balzary nació en Melbourne, Australia, el 16 de octubre de 1962. Su padre, Mick Balzary, era un pescador que solía llevar a su hijo a pescar con él. Al cumplir los 5 años de edad, su familia se mudó a Rye, en Nueva York debido a la profesión de su padre. En 1971, sus padres se divorciaron, y mientras Mick Balzary regresó a Australia, su madre, Patricia, permaneció en los Estados Unidos, casándose poco tiempo después con un músico de jazz. El padrastro de Flea invitaba frecuentemente a otros músicos a su casa, y numerosas Jam sessions se daban lugar allí. Al tiempo, la familia de Flea volvió a mudarse, esta vez a Los Ángeles, California, y allí comenzó la afición de Flea por la trompeta. Sus profesores le consideraban todo un prodigio, comparable únicamente al músico Herb Alpert, quien asistió también al Instituto Fairfax. A esta edad, Flea aún no se sentía interesado en el rock, siendo sus músicos más idolatrados artistas de la talla de Miles Davis, Louis Armstrong, Dizzy Gillespie, entre otros.
El padrastro de Flea era un alcohólico agresivo, quien frecuentemente se veía envuelto en tiroteos con la policía. Sobre ello, Flea diría más tarde: "He crecido en un hogar muy violento e influido por el alcohol. Crecí siendo aterrorizado por mis padres, particularmente por la figura de mi padre. Me causó un montón de problemas posteriores en mi vida". Flea comenzó a experimentar fuertemente con el cannabis a la edad de 13 años.
Flea asistía al Instituto Fairfax de Los Ángeles, donde se sintió un poco desplazado debido a sus gustos musicales. No obstante, pronto conoció a Anthony Kiedis, con el cual, tras un enfrentamiento entre ambos, cultivaría una gran amistad. Sobre ello, Kiedis solía decir que "fuimos unidos por las fuerzas del dolor y el amor, y nos hicimos virtualmente inseparables. Ambos éramos parias sociales. Nos encontramos el uno al otro y esto se convirtió en la amistad más duradera de toda mi vida". Kiedis supuso una enorme influencia para Flea, introduciéndole en el rock, y más concretamente en el punk rock.
Fue en esta época cuando Flea adoptó su apodo, otorgado por el mismo Kiedis, mientras ambos esquiaban en una excursión, y motivado por la naturaleza nerviosa y caprichosa de Flea.

### 1979–1984: Formación de Red Hot Chili Peppers
Flea también era un gran amigo de Hillel Slovak, que por aquel entonces era guitarrista en una banda local llamada Anthym. Tom Strassman abandonó Anthym en 1979. Slovak, Irons y Johannes pensaron que sería bueno que Michael Balzary lo reemplazara. Este no sabía tocar el bajo, pero tenía la actitud que ellos buscaban. Hillel Slovak comenzó a enseñarle a Balzary a tocar el bajo, y solo después de unos meses, Michael —que cambió su nombre a Mike B The Flea o solo Flea— estaba listo para tocar con la banda. Muy poco tiempo después Anthym participó en una Batalla de Bandas, consiguiendo un segundo puesto. Durante su estancia en Anthym, Flea comenzó a desarrollar una eficiente habilidad con el slap, que posteriormente perfeccionaría. Anthym comenzó entonces a tocar en clubs nocturnos, a pesar de que todos los miembros del grupo eran menores de edad. Flea, Slovak y Kiedis se hicieron grandes amigos, y comenzaron a usar LSD, heroína, cocaína y anfetaminas por puro placer.
Los 3 amigos se unieron a la horda de fanes del movimiento punk que resurgía en Los Ángeles. Flea pasó de despreciar el género a escucharlo exclusivamente: "Lo hermoso del punk rock era la intensidad, la energía. Y el punk deshinchaba todo lo que el rock hinchaba. Creo que los músicos que no presten atención al punk tienen una laguna en su conocimiento que hacen que actualmente es difícil de comunicar". Con este movimiento, Anthym cambió su nombre por What Is This?, y rápidamente se convirtieron en la banda favorita de un club local, atrayendo a más de 30 personas por concierto. Aun así, la situación interna del grupo era irregular, por lo que Flea finalmente dejó el grupo por una banda de punk rock de Los Ángeles llamada Fear, los cuales se encontraban en una situación bastante favorable, aunque a pesar de su próspero futuro. En este grupo Flea se desempeñaba como baterista, pero dejó el grupo poco después de su llegada por estar descontento. Tras ello, intentó unirse al grupo británico de post-punk Public Image Ltd., pero más tarde rechazó la oferta, admitiendo que tan solo se había presentado a la prueba para tocar con el líder del grupo John Lydon, exvocalista de la legendaria banda de punk rock, Sex Pistols.
Fue entonces cuando Slovak, Kiedis y Flea comenzaron a crear su propia música, después de encontrar la inspiración en un grupo de acelerado funk llamado Defunkt y en trabajos de fusión punk-funk como Gang Of Four. La evidente influencia del jazz en el género funk hizo la transición del "punk admirador de Gillespie" al estilo como algo natural. Los 3 amigos volvieron a contactar con el antiguo baterista de Anthym Jack Irons, para formar un grupo que se pasó a llamar Tony Flow and the Miraculously Majestic Masters of Mayhem. Este grupo tan solo tenía una canción, titulada "Out in L.A.". Tras el debut de la banda en un local llamado The Rhythm Lounge, el dueño les pidió que volviesen, pero en vez de con una canción propia, lo hiciesen con dos. Después de varios conciertos, y varias canciones propias en su setlist, el grupo finalmente decidió cambiar su nombre por el de Red Hot Chili Peppers.

### 1983–1990: Cuatro primeros discos
El repertorio musical del grupo creció a 9 temas, como resultado de meses tocando en clubes nocturnos y bares. Los Red Hot Chili Peppers fueron entonces a Bijou Studios a grabar una maqueta para posteriormente firmar un contrato con EMI. No obstante, Irons y Slovak decidieron dejar el grupo para dedicarse más seriamente a su otro grupo, What Is This?: Flea respetó la decisión, pero creía firmemente que sin ellos el grupo estaría perdido. Aun así, él y Kiedis localizaron a un baterista llamado Cliff Martínez y al guitarrista Jack Sherman con el fin de suplir los huecos dejados. Además, Andy Gill, miembro del grupo punk-funk Gang of Four, se mostró de acuerdo con producir su primer disco. El problema surgió a raíz de las continuas discusiones entre Gill y Sherman contra Flea y Kiedis, a raíz del estilo musical y el sonido que debía de tener el disco. Flea sentía que el disco era aburrido y un gran error, pero posteriormente admitió que, en aquella época, él y Kiedis eran bastante irreverentes y repugnantes.
Finalmente su disco homónimo de debut salió el 10 de agosto de 1984, recibiendo una pobre acogida en los medios. A comienzos de 1985, y tras un breve tour poco fructífero, Sherman fue expulsado del grupo, y Slovak, quien había seguido de cerca los pasos del grupo, volvió a unirse animado por Flea.
Para el segundo disco del grupo contrataron al mismísimo músico de funk George Clinton (líder del legendario colectivo Parliament-Funkadelic) como productor. La fuerte química entre Clinton y los Red Hot se sintió al instante, y la grabación del Freaky Styley desbordaba emoción; Flea se refirió posteriormente a Clinton como "la persona más amable y agradable del mundo". Cuando Freaky Styley se editó en agosto de 1985, tan solo recibió un poco más de atención que su primer trabajo, vendiendo 75.000 copias al cerrar el año.
A Flea le resultaban indiferentes las bajas ventas del disco, y aun así pidió matrimonio a su novia, Loesha Zeviar, embarazada de un hijo suyo.
Para la grabación del tercer álbum el grupo contrató a Michael Beinhorn, su último recurso como productores potenciales. Con What Is This? finalmente disuelta, Jack Irons volvió al grupo a mitad de 1986, expulsando así a Martínez del grupo. A su vez, Flea, Slovak y Kiedis se encontraban relacionados con el uso de drogas duras, y la relación entre ellos se volvió tensa. Flea, recordando aquellos tiempos, dijo posteriormente: "Todo se volvió feo para mí y ya no tenía gracia; nuestra comunicación no era sana". Kiedis se volvió adicto a la heroína, dejando a Flea y a Slovak solos a la hora de trabajar con el nuevo material.
Flea y Zeviar se casaron, y ella dio a luz a su hija, Clara. Kiedis fue expulsado del grupo temporalmente, dándole un mes de margen para que se rehabilitara; tras la rehabilitación, Kiedis volvió a unirse al grupo, dispuesto a grabar su tercer disco, The Uplift Mofo Party Plan. Flea consideraba este disco el más roquero de todos los que el grupo había hecho, pero a pesar de todo ello, el disco no consiguió una mejor acogida que los dos anteriores. No obstante, lograron situarse en el número 148 de la lista Billboard.
Tras la gira Uplift, la adicción de Slovak a las drogas se incrementó drásticamente: la amistad que lo unía con Flea se esfumó, y Slovak se volvió aislado y depresivo. El 28 de junio de 1988 se encontró el cuerpo sin vida de Slovak, muerto por sobredosis. Flea reflexionó sobre ello: "No sabía como hacer frente a aquella tristeza, y no creo que Anthony pudiese hacerle frente tampoco". Irons, que tenía una estrecha relación con Slovak, fue el que peor asumió la muerte del guitarrista, y dejó el grupo.
Flea y Kiedis se tomaron un tiempo entonces para recobrar fuerzas, pero decidieron mantener el grupo (o lo que quedaba de él) unido. Así, se unieron al grupo el guitarrista Wayne McKnight y el baterista D.H. Peligro, y el grupo entró en el estudio para grabar su cuarto álbum. McKnight creaba tensión en el grupo, y su estilo no encajaba con el del resto; Peligro, que era el baterista del grupo de punk rock Dead Kennedys, conocía a un joven guitarrista de 17 años llamado John Frusciante y fan acérrimo de los Red Hot Chili Peppers, así que se lo presentó a Flea, y los 3 tocaron juntos en diversas ocasiones. Flea estaba impresionado por la habilidad de Frusciante, y atónito por los conocimientos de todo el repertorio del grupo, hasta el punto de que estaba convencido de que Frusciante podía aportar la chispa que McKnight no tenía: McKnight fue expulsado y Frusciante aceptó la invitación para unirse al grupo. Poco más tarde, también sería expulsado Peligro, y los Red Hot Chili Peppers contrataron al baterista Chad Smith.
En lo personal, Flea y Zeviar se independizaron juntos, y el primero comenzó a rememorar su adolescencia fumando marihuana. También colaboró en el álbum de 1988 de Jane's Addiction, titulado Nothing's Shocking, y en el cual Flea tocaba la trompeta. Posteriormente, también colaboró con el artista de hip hop Young MC tocando el bajo en el aclamado disco Stone Cold Rhymin', e incluso apareció en el video musical del tema Bust a Move, del propio Young MC.
Los Red Hot entraron en el estudio y completaron con éxito su cuarto álbum, Mother's Milk, a comienzos de 1989. El álbum se esperaba con reacciones mezcladas por los críticos. Finalmente tuvo más éxito que cualquiera de los discos anteriores, significando un avance en la trayectoria de la banda, aunque comercialmente no se recibió con demasiado entusiasmo. Con todo ello, logró el puesto 58 en la lista Billboard.

### 1990–1998: Éxito mediático y proyectos paralelos
El consiguiente Mother's Milk tour puso el matrimonio de Flea bajo tensión. Para conseguir dinero, hacía falta un tour, y ello significaba pasar tiempo separado de su familia. Además de ello, él y Chad Smith fueron arrestados bajo los cargos de acoso sexual, tras un show en la MTV durante las vacaciones de primavera; Los cargos fueron retirados, no obstante. A estas alturas, el grupo atraía a unas 3000 personas por concierto, y Mother's Milk obtenía un disco de oro a comienzos de 1990, debido a sus buenas ventas.
Tras la gira, Red Hot Chili Peppers regresaron a Los Ángeles, y Flea y Zeviar acordaron separarse. Flea por su parte intentó sacar el divorcio de su cabeza fumando marihuana y manteniendo relaciones sexuales con fanes dispuestas.
El grupo rompió finalmente los lazos que le unían con EMI para firmar con Warner Bros. Records. El gran productor Rick Rubin, quien anteriormente rechazó producir el tercer álbum, The Uplift Mofo Party Plan, accedió a producir el siguiente álbum de los californianos: Para este nuevo álbum, Flea pensó que ya había usado las principales técnicas de slap en los 4 primeros discos, así que para este optó por algo más convencional y melódico. Para la grabación del disco Rubin sugirió que se trasladasen a la mansión que un día perteneció al mago Harry Houdini, lo que Flea recibió como "una situación fértil para la creatividad", llevando consigo a su hija Clara. Tanto Flea como el resto del grupo, a excepción de Smith, permanecieron dentro de la gran casa durante todo el proceso de grabación. Durante el tiempo en el que no estaban escribiendo ni grabando, Flea pasaba gran parte del tiempo fumando marihuana con Frusciante. Sobre la grabación de este disco, Flea dijo que sintió una de las sensaciones más emocionantes que había experimentado nunca:

Cuando grabamos Blood Sugar Sex Magik pasábamos un montón de tiempo tocando, durante horas y horas. Recuerdo que durante aquél tiempo Anthony [Kiedis] se fue para grabar una película, y durante una buena parte del tiempo estuvimos tan sólo John, Chad y yo, y tan sólo entrábamos allí y tocábamos. Era la primera vez que íbamos a grabar y no existía esa sensación de estar siendo intimidados por lo que fuera a pasar después.

Cuando Blood Sugar Sex Magik salió a la venta el 24 de septiembre de 1991, se recibió con una crítica muy positiva casi unánime. El álbum llegó a colocarse el número 3 de la lista Billboard, vendiendo más de 7 millones de discos tan solo en los Estados Unidos. La gira que siguió al disco fue aclamada por la crítica, y los Red Hot realizaron más de 200 conciertos. Se unió a la gira el grupo de grunge Nirvana en su paso por la costa oeste. La atención masiva que los Red Hot comenzaron a recibir, causaron, no obstante, que Frusciante comenzase a sentirse realmente incómodo, y durante el paso de la gira por Japón decidió dejar el grupo. Para terminar la gira, el grupo contrató a Arik Marshall. En los años siguientes, a diferencia de los otros miembros del grupo, Flea mantuvo su amistad con Frusciante.
Tras la gira, el hueco de Frusciante lo ocupó el guitarrista Dave Navarro, exmiembro del grupo Jane's Addiction. Kiedis se encontraba en mitad de una recaída en su adicción a la heroína, lo que obligó a Flea a asumir el papel de escribir las letras para las nuevas canciones, algo que no había hecho nunca antes. Durante esta etapa, escribió gran parte de la canción "Transcending", la cual dedicó a uno de sus mejores amigos, el fallecido River Phoenix, así como la intro de la canción "Deep Kick", además de una canción por completo: "Pea", la cual toca el solo tocando el bajo y cantando. Estas 3 canciones aparecieron en el sexto disco de los Red Hot, One Hot Minute, publicado el 12 de septiembre de 1995. Esta vez las críticas hacia el disco fueron diversas, pero lo que está claro es que el éxito comercial fue bastante menor al del anterior. El tour que sucedió al disco fue suspendido en su etapa final, debido a lesiones que sufrieron tanto Kiedis como Smith; el primero por un accidente con la moto y el segundo por una fractura en la mano.El grupo decidió tras esto tomarse un paréntesis.
Flea comenzó a practicar yoga, y progresivamente fue dejando la marihuana. Debido al paréntesis musical de los Red Hot, Flea decidió unirse al grupo Jane's Addiction en su gira de 1997, con el que ya había participado en 2 discos y donde tocaba en aquella época el por entonces también guitarrista de los Red Hot Dave Navarro. Los rumores de que los Red Hot se habían separado crecían, hasta que Navarro emitió un comunicado: "Quiero aclarar que los Red Hot no se separan... Flea y yo estamos más que contentos al mantener ambos proyectos".
Durante esta época, Flea incluso se planteó grabar un disco en solitario: Así, habló con Lindy Goetz, el mánager de los Red Hot, para que le ayudase en el proceso de grabación y en su futura carrera en solitario, pero finalmente abandonó la idea en pro de ofrecer sus servicios como bajista a otros grandes artistas.
Desde 1995 a 1998, Flea partició en más 40 grabaciones, desde el Jagged Little Pill de Alanis Morissette, al álbum debut de Mike Watt, Ball-Hog or Tugboat?. Junto a Tori Amos y Michael Stipe también grabó una canción para la banda sonora de Don Juan DeMarco, en la que aparecía un viejo amigo de Flea, Johnny Depp.
Tras esta fructífera etapa, en 1998 Navarro fue expulsado del grupo tras una dura discusión, y Flea se cuestionaba internamente si los Red Hot permanecerían juntos o no: "El único modo que veo de seguir adelante es que consigamos que John [Frusciante] vuelva al grupo." Afortunadamente Frusciante acababa de completar su proceso de rehabilitación por su adicción a la heroína y a la cocaína, que casi le llevan a la muerte. Flea visitó así a Frusciante a comienzos de 1998, invitándole a volver al grupo, lo que este aceptó muy emocionado.

### 1998–actualidad:Californication,By the WayyStadium Arcadium
El grupo, con Frusciante de nuevo a la guitarra, comenzó a escribir nuevas canciones en el verano de 1998 en el garaje de Flea. Él y Kiedis mostraban menos confianza a la hora de escribir canciones, debido a las críticas recibidas con el disco One Hot Minute. Flea, además, había roto con su novia de dos años Marissa Pouw, llevándole a un estado depresivo, que tan solo amenó al ser consolado por sus amigos y su hija Clara.
Flea estaba siendo influenciado por la música electrónica durante el proceso de escritura y grabación del disco Californication, e intentaba constantemente emular este estilo a la hora de escribir sus líneas de bajo. Californication llevó menos de dos semanas de grabación, en contraste con el One Hot Minute, que llevó algo más de un año. Cuando Californication salió a la venta el 8 de junio de 1999, fue recibido por una unánime crítica positiva en los medios, vendiendo más de 15 millones de copias en todo el mundo, más que su Blood Sugar Sex Magik. El año en que salió a la venta el disco, los Red Hot fueron invitados a tocar en Woodstock de nuevo, acudiendo Flea a la cita completamente desnudo, algo que volvería a hacer ese mismo año en el Festival de Reading y Leeds, así como en otros puntos de la gira del Californication.
Flea sentía que el sistema de enseñanza pública tenía una grave falta de exposición de la música en los niños, reduciendo e incluso eliminando los programas relacionados con el arte. Así pues, se decidió a fundar la Silverlake Conservatory of Music, una escuela dedicada a ayudar a los jóvenes a progresar musicalmente.

Tan solo quería rellenar el vacío que la educación pública ha cortado de su curriculum. Han soltado la pelota recortando los programas musicales. Crecí en una escuela pública de Los Ángeles, y yo estaba en el club musical. Era algo realmente importante en mi vida, me dio algo a lo que aferrarme, y fue una vía de escape importante para mí. Sin la música estoy seguro de que me hubiese metido en un montón de problemas, y había muchos niños más como yo. Tan solo quiero intentar que ellos tengan lo que yo tuve.

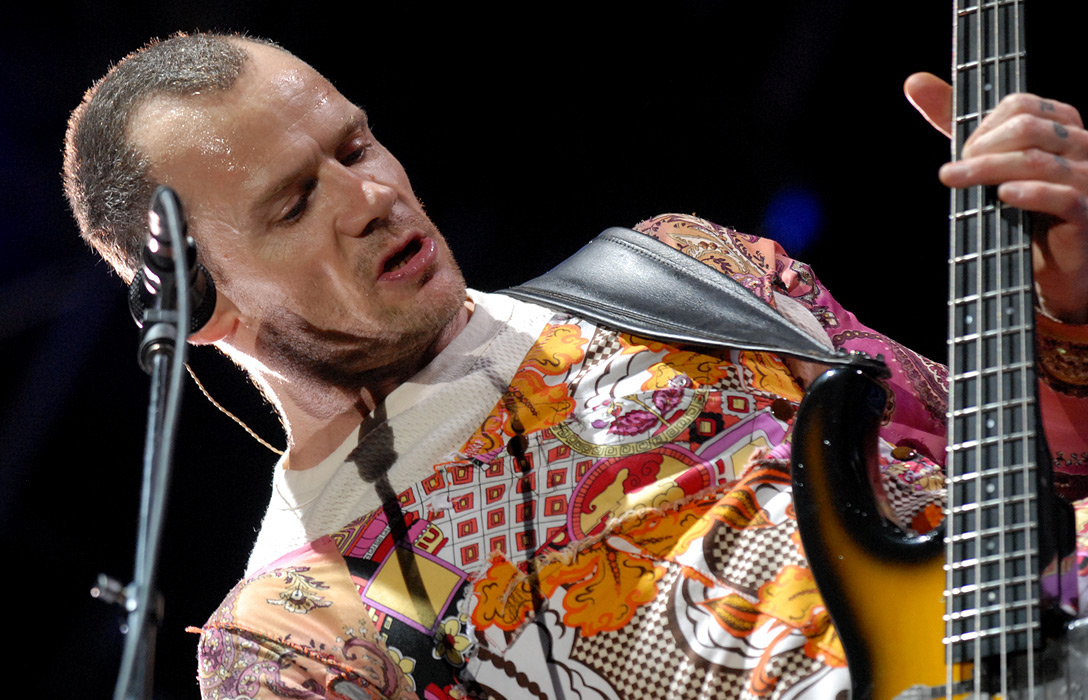
Flea actuando con los Red Hot Chili Peppers en el Oxegen Festival de 2006.

El año 2001 fue empleado por los Red Hot al completo en escribir su octavo álbum de estudio, By the Way. Los cuatro miembros comenzaron a escuchar música más melódica y texturizada, lo cual se reflejó en el resultado final del disco. Frusciante se convirtió en la fuerza oculta detrás de By the Way, lo que al principio causó algunos conflictos entre el guitarrista y Flea: Si el segundo introducía un ritmo funky en la línea de bajo, Frusciante lo desaprobaba. By the Way salió finalmente el 9 de julio de 2002 con la crítica a su favor. A pesar de que no fue tan fructífero económicamente como lo fueron Californication o Blood Sugar Sex Magik, By the Way vendió más de 9 millones de copias en todo el mundo. El tour que le prosiguió, sin embargo, fue realmente fructífero: Los Red Hot dieron tres conciertos consecutivos en Hyde Park, Londres, con más de 250.000 personas y una recaudación global de 17,1 millones de dólares.
Tras un tour de dos años de duración, los Red Hot comenzaron a escribir su noveno álbum, Stadium Arcadium. En 2005, Flea se comprometió con su novia Frankie Rayder, una modelo estadounidense, y ese mismo año, meses más tarde, dio a luz a su hija Sunny Bebop. A diferencia de la grabación de By the Way, Flea y Frusciante estuvieron estilísticamente muy unidos a la hora de escribir las nuevas canciones, encontrando inspiración en Jimi Hendrix, Jimmy Page y Eddie Van Halen entre otros. El doble disco que compone Stadium Arcadium fue lanzado finalmente el 9 de mayo de 2006, con unas críticas favorables por lo general, llegando a vender más de 7 millones de copias en menos de dos años. En noviembre de 2007, la casa de Flea en Malibú (estado de California), y valorada en 4,8 millones de dólares fue devorada por un fuego descontrolado. No obstante, el emplazamiento no era su residencia habitual.
Debido a que el grupo se encontraba exhausto después de años sin descanso, los Red Hot anunciaron un largo paréntesis, y Flea comenzó ir a clases de música en la University of Southern California. En otoño de 2008, Flea comenzó a estudiar teoría musical, composición y trompeta jazz. Flea atribuyó este interés en un medio para calmar un renaciente deseo en ampliar su conocimiento y entendimiento musical:

Es muy divertido aprender todas estas cosas porque yo nunca he sabido nada. Yo tocaba la trompeta en el colegio, y aprendía cosas que me gustaba tocar, pero nunca aprendí porqué una nota iba con esa otra nota, y por qué se producía ese sonido. O como crear tensión en la composición. Conocer la estructura es realmente divertido.

Flea reveló también sus planes de grabar un disco en solitario, principalmente instrumental, grabado en su propia casa, y con colaboraciones como las de Patti Smith y las del coro del conservatorio de Silverlake.
En septiembre de 2009, Flea participó junto a otras estrellas en la grabación de Slash, el primer álbum en solitario de su amigo Slash. Flea aparece en el tema "Baby Can't Drive" junto a Alice Cooper, Nicole Scherzinger y Steven Adler.

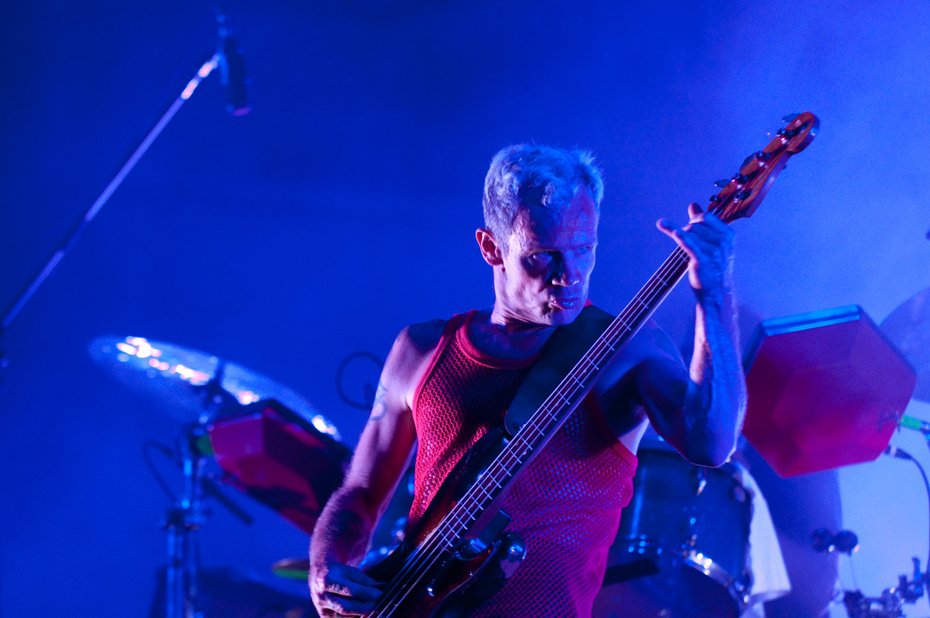
Flea con Atoms for Peace en el Fuji Rock Festival de 2010.

En 2009 se anunció que Flea acompañaría a Thom Yorke, líder de Radiohead, en su gira en solitario, junto a Joey Waronker, Mauro Refosco y Nigel Godrich. La primera actuación de la banda fue en el Echoplex de Los Ángeles el 2 de octubre de 2009, donde fue interpretado completamente el disco de Thom Yorke como solista, The Eraser, como también algunas canciones nuevas y el lado b de Radiohead llamado "Paperbag Writer". Fue seguida de dos conciertos en el Orpheum Theatre de la misma ciudad el 4 y el 5 de octubre. La banda, con Yorke como solista y Flea como miembro permanente, pasó desde febrero de 2010 a ser conocida como Atoms for Peace. La formación salió de gira en abril de 2010 por Estados Unidos, finalizando en el Festival de Coachella. El 1 de agosto de 2010 la banda actuó en el Fuji Rock Festival. El 6 de septiembre de 2012, Atoms for Peace lanzan el sencillo "Default" en iTunes, al mismo tiempo que presentan su página web. El grupo publicó su primer álbum el 25 de febrero de 2013 bajo el título de Amok, con XL Recordings. El 28 de febrero, el videoclip de la canción "Ingenue", perteneciente al álbum, es subido a YouTube. Ese mismo año la banda salió nuevamente de gira.
El 5 de junio de 2010, la Radio 2 nombró a Flea mejor bajista según una votación que buscaba a la mejor banda de todas y para ello se votaron los componentes de esta. La votación se realizó en la página web de la cadena.

## Vida personal

### Relaciones
Desde 1988 hasta 1990, estuvo casado con Loesha Zeviar. Su hija, Clara Balzary, nació en 1988.
Flea estuvo comprometido desde 2005, aunque nunca se casó, con la modelo Frankie Rayder, que fue nombrada la mujer más sexy del mundo por la revista GQ en una ocasión. Tuvieron una hija, Sunny Bebop Balzary, nacida el 26 de octubre de 2005. La canción "Hard to Concentrate" del álbum de 2006, Stadium Arcadium, fue escrita por Kiedis como una propuesta de matrimonio entre Flea y Rayder.
En 2019 se casó con la empresaria y diseñadora de moda Melody Ehsani. En julio de 2022 se hizo público que esperaban un hijo juntos. Su hijo nació el 12 de diciembre de 2022.

### The Viper Room
El 30 de octubre de 1993, estaba tocando en The Viper Room con la banda P mientras su amigo River Phoenix sufría de una sobredosis de drogas fuera del establecimiento. Cuando esto llegó a sus oídos, salió del establecimiento y se montó en la ambulancia que llevaba al Hospital Cedars-Sinai. En agosto de 2022 apareció en dos canciones de la banda de Phoenix, Aleka's Attic, para conmemorar el que hubiera sido 50° cumpleaños.

## Apariciones en televisión y cine
Flea comenzó su carrera como actor a mediados de 1980: Su primer papel fue el de un joven punk en la película Suburbia, de Penelope Spheeris, en 1984. En el drama Thrashin', de 1986, aparecía interpretándose a sí mismo como miembro de los Red Hot Chili Peppers. Años más tarde, cuando la fama ya le acompañaba, interpretó a Needles en Back to the Future Part II, de 1989, y un año después en Back to the Future Part III; sobre Back to the Future II Flea comentó que se trataba de "una basura multimillonaria". Motorama (1991). También participó en la película de cine independiente Mi Idaho Privado, junto a su gran amigo River Phoenix y Keanu Reeves, para más tarde aparecer en numerosos papeles secundarios en películas como Son in Law (1993), donde interpretaba a un tatuador, y The Chase (1994), como conductor de un camión monstruo.
Poco tiempo después hacía su aparición en dos grandes obras maestras del cine: Fear and Loathing in Las Vegas, de 1997, donde hacía de hippie, junto a Benicio del Toro y Johnny Depp, y El gran Lebowski, en 1998, donde interpretaba a un nihilista alemán. También salió unos momentos junto a Viggo Mortensen en la escena de una tienda en la película Psicosis de ese año. Además dobló a Donnie en la película Los Thornberrys.
En 1991 los Red Hot Chili Peppers lanzaron un documental en blanco y negro del proceso de grabación del Blood Sugar Sex Magik, titulado Funky Monks. También han editado, hasta la fecha, 2 conciertos: Off the map en 2001, y Live at Slane Castle en 2003. También participaron en los conciertos de Woodstock en 1994, con trajes metálicos, y en 1999, donde Flea tocó totalmente desnudo.
En la televisión, Flea ha aparecido numerosas veces junto a los Red Hot: antes de la salida de Frusciante en 1992 aparecieron en el programa Saturday Night Live, aparición que Kiedis recuerda como vergonzante, pues creía que Frusciante había tocado mal las canciones conscientemente. Ese mismo año también aparecieron en la mítica serie de televisión Los Simpson, en el episodio "Krusty Gets Kancelled", y posteriormente, también en 1992, aparecieron en el show de Ben Stiller, donde Flea vencía a Ben en un partido de baloncesto.
En 2014 interpretó a Hobbs en la película biográfica de Joe Albany y su hija Amy Albany, Low Down.
En 2015 prestó su voz para Jake en la película de Pixar Inside Out y a temor de Jordan en el cortometraje Riley's First Date? (2015).
En 2017 interpretó a Eddie en la película Baby Driver.
En 2019 apareció en la película Queen & Slim dirigida por Melina Matsoukas.
En noviembre de 2019 salió a la venta su autobiografía, Acid for the Children, que cuenta su historia hasta su comienzo con la banda.
En 2022 apareció en la serie de Disney+ Obi-Wan Kenobi.
En 2022 apareció en la película Babylon (película de 2022).